# Estación de Mar de Cristal

Líneas de autobús y paradas en el entorno de la estación.

Mar de Cristal es una estación del Metro de Madrid a la que prestan servicio las líneas 4 y 8 del suburbano. Ubicada bajo la glorieta homónima, abastece a los barrios de Pinar del Rey y Canillas, ambos pertenecientes al distrito de Hortaleza. La estación da servicio al eje central del distrito, una zona predominantemente residencial, así como a sus diferentes servicios públicos y privados, entre los que destacan varios centros de enseñanza y salud y un centro comercial conocido como Gran Vía de Hortaleza. En las inmediaciones se encuentra un importante núcleo de paradas de autobús, que facilitan las conexiones intermodales entre el transporte superficial y subterráneo. Se trata de un punto clave para la vertebración del transporte público en la zona noreste de Madrid y favorece su rápida conectividad con el centro de la capital.
Fue inaugurada en 1998 por Juan Carlos I y Sofía de Grecia, por entonces reyes de España. Comenzó siendo una prolongación hacia el norte de la línea 4, pero su propósito fundacional fue la creación de un ramal estratégico que conectara la estación de Feria de Madrid con el resto de la red metropolitana. Este ambicioso proyecto sería el germen de la línea 8, que posteriormente se ampliaría en sus dos sentidos hasta Nuevos Ministerios y el aeropuerto. Su estratégica importancia en la red de Metro se debe a la confluencia de dos líneas y a su notable afluencia diaria de viajeros. Su reciente construcción, cofinanciada con fondos procedentes de la Unión Europea, hacen de ella una estación vanguardista y muy funcional, con rasgos propios de las estaciones más modernas del metro de Madrid. Es accesible para personas con movilidad reducida, contando con siete ascensores y casi una quincena de escaleras mecánicas. Además, dispone de servicio de Bibliometro.
Su tarifa corresponde a la zona A según el Consorcio Regional de Transportes de Madrid.

## Historia y características
La estación fue inaugurada al público el 27 de abril de 1998, como nueva cabecera de la línea 4, que había sido ampliada desde Esperanza. No hubo cambios hasta el 24 de junio del mismo año, cuando tuvo lugar la apertura al público de los andenes de la línea 8 siendo Mar de Cristal la cabecera de la línea 8 de ese momento, que funcionaba como un ramal de la línea 4, yendo desde Mar de Cristal hasta Feria de Madrid. El 15 de diciembre también de ese mismo año deja de ser cabecera de la línea 4 cuando la línea es prolongada desde aquí hasta Parque de Santa María.
En el año 2002, el día 21 de mayo, deja de ser cabecera de la línea 8 al prolongarse la línea hasta Nuevos Ministerios desde Mar de Cristal, pasando por la estación de Colombia. Esta ampliación sirvió para conectar Hortaleza con el céntrico Paseo de la Castellana y el CBD madrileño en tan solo siete minutos.
Los andenes de la línea 4 permanecieron cerrados entre el 13 de enero y el 10 de marzo de 2020 por obras en la línea. El servicio en la línea 8 se prestó sin alteraciones. Existió un Servicio Especial gratuito de autobús que sustituía el tramo Avenida de América - Pinar de Chamartín con parada en las inmediaciones de la estación.
Entre el 13 de febrero y el 28 de mayo de 2022, actuó como cabecera de la línea 8 por el cierre del tramo Colombia-Mar de Cristal, cortado por obras. Se estableció un Servicio Especial de autobús gratuito entre ambas estaciones. El servicio en la línea 4 se prestó sin alteraciones.
Se trata de una estación amplia y moderna, concebida como un único volumen cúbico de grandes dimensiones en el que se produce el cruzamiento casi perpendicular de ambas líneas. Su construcción se financió con fondos procedentes de la Unión Europea. Los actuales planes de ampliación de la línea 11 anticipan un trazado que discurrirá por esta estación, conectándola con Atocha y Valdebebas, lo que convertirá a Mar de Cristal en un intercambiador estratégico para la vertebración del transporte público en el noreste de Madrid.
Los accesos a la estación consisten en un templete acristalado propio de las estaciones más modernas con el ascensor y dos bocas de metro normales. La estación se distribuye en tres niveles: vestíbulo, andenes de la línea 4 y andenes de la línea 8. El transbordo entre ambas líneas es rápido e intuitivo. Dispone de escaleras mecánicas y ascensores, lo que permite que la estación sea accesible para personas con movilidad reducida.
Esta estación tiene la peculiaridad de que los andenes de la línea 4 son más largos de lo normal en esta línea. Además, es la única decorada con paneles metálicos de color rojo intenso.

## Accesos
Vestíbulo Mar de Cristal
- Arequipa C/ Emigrantes (esquina C/ Arequipa)
- Gta. Mar de Cristal Junto al Centro Comercial Gran Vía de Hortaleza
- Mar Adriático C/ Mar Adriático (esquina C/ Ayacucho)
- Ascensor Junto al Centro Comercial Gran Vía de Hortaleza

## Líneas y conexiones

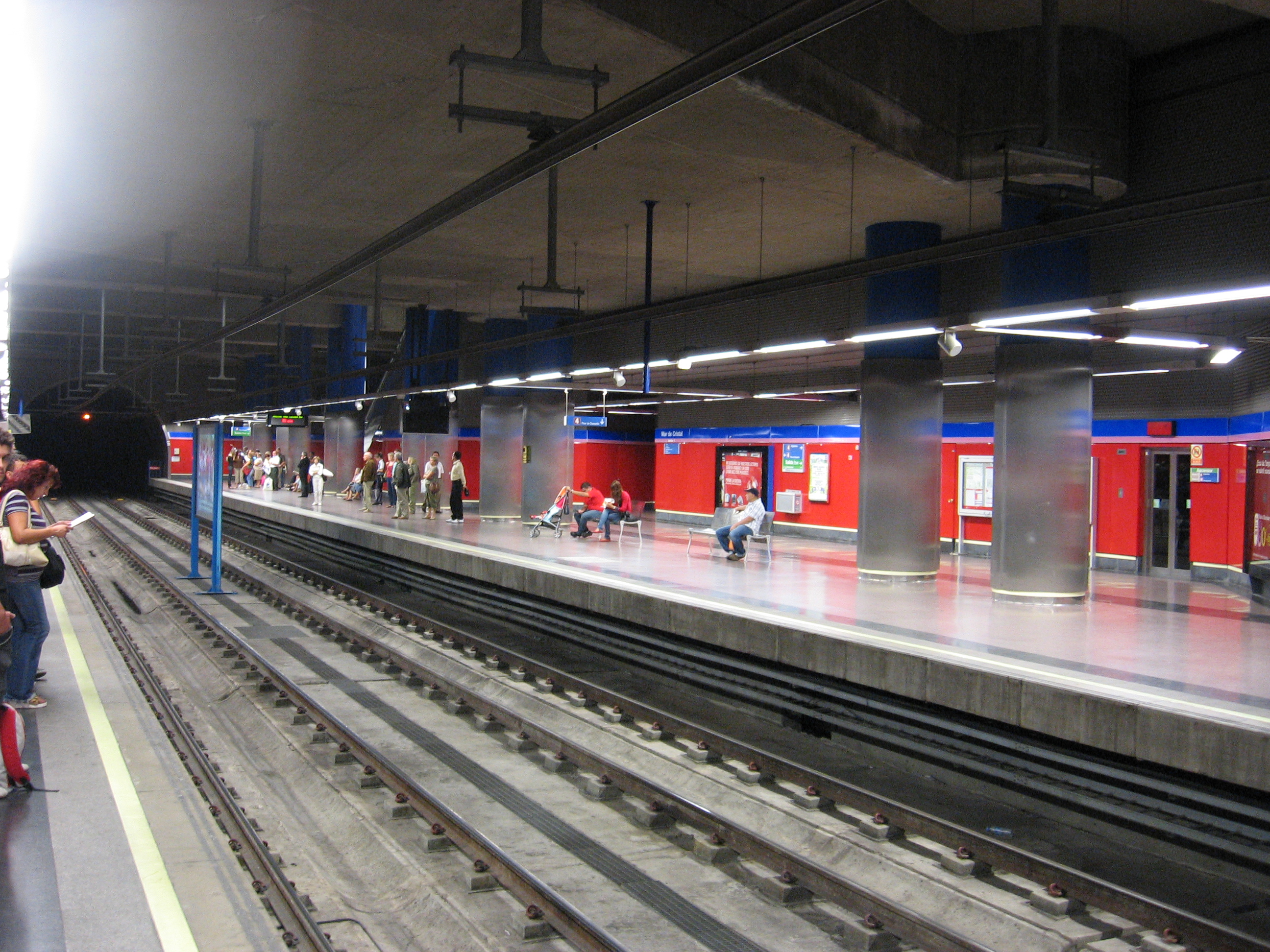
Andenes de la línea 8.

### Metro
| << cabecera        | < estación    | línea | estación >      | cabecera >>        |
| ------------------ | ------------- | ----- | --------------- | ------------------ |
| Argüelles          | Canillas      |       | San Lorenzo     | Pinar de Chamartín |
| Nuevos Ministerios | Pinar del Rey |       | Feria de Madrid | Aeropuerto T4      |

### Autobuses

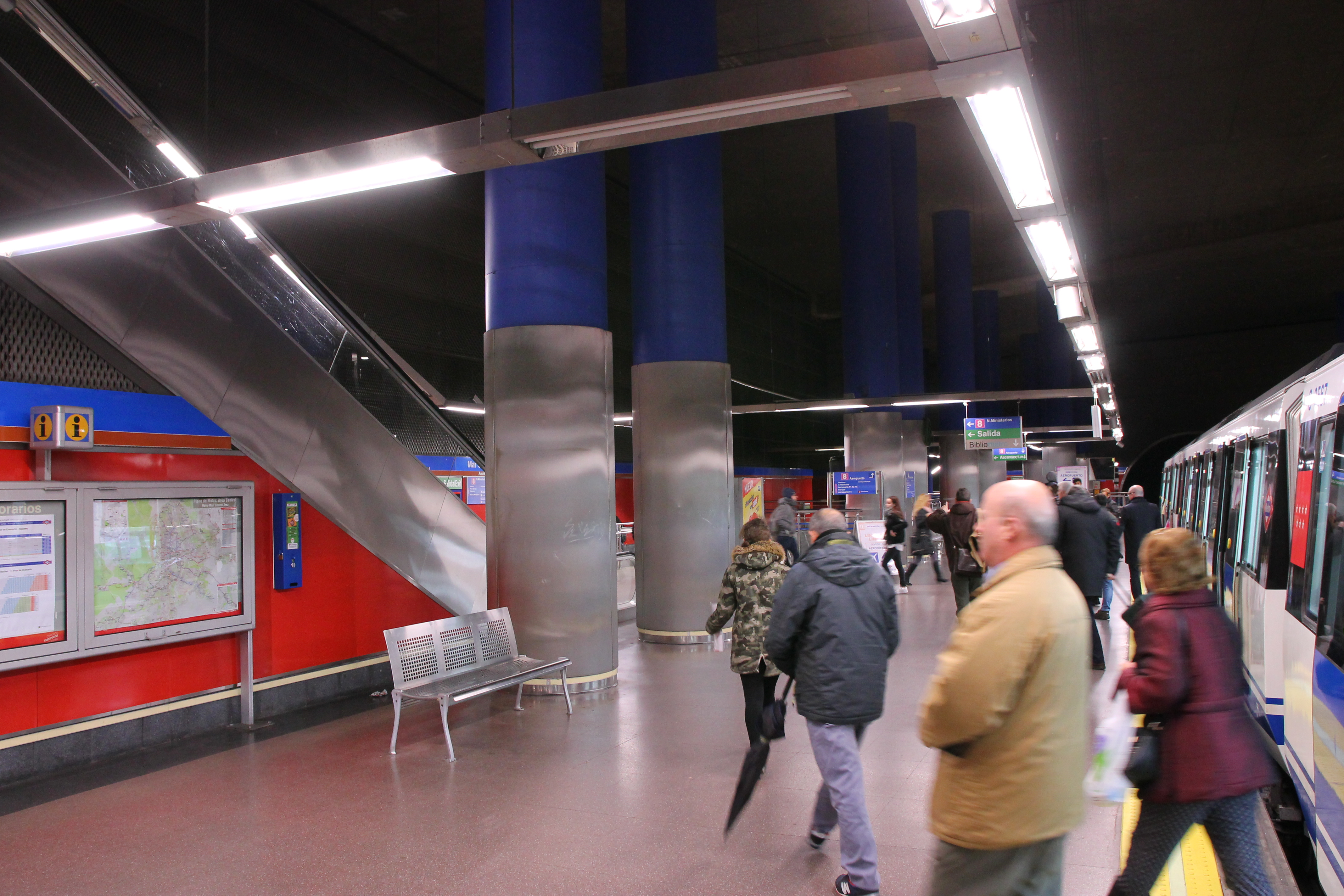
Andenes de la línea 4.

| Diurnos                                  |                                  |                                        |
| Autobuses con cabecera en Mar de Cristal |                                  |                                        |
| Línea                                    | Destino                          | Parada                                 |
| 104                                      | Plaza de Ciudad Lineal           | 5848 MAR DE CRISTAL                    |
| 112                                      | Barrio del Aeropuerto            | 24 MAR DE CRISTAL                      |
| 125                                      | Hospital Ramón y Cajal           | 24 MAR DE CRISTAL                      |
| 153                                      | Las Rosas                        | 5847 MAR DE CRISTAL                    |
| 171                                      | Valdebebas                       | 4898 MAR DE CRISTAL                    |
| 172                                      | Telefónica                       | 4603 MAR DE CRISTAL (C/ Ayacucho)      |
| T11                                      | Parque Empresarial Cristalia     | 4602 MAR DE CRISTAL                    |
| Autobuses pasantes en Mar de Cristal     |                                  |                                        |
| Línea                                    | Destino                          | Parada                                 |
| 87                                       | Plaza de la República Dominicana | 2889 MAR DE CRISTAL (C/ Mar Adriático) |
| 87                                       | Las Cárcavas                     | 4599 MAR DE CRISTAL                    |
| 120                                      | Hortaleza                        | 4599 MAR DE CRISTAL                    |
| 120                                      | Plaza de Lima                    | 490 AREQUIPA-MAR DE CRISTAL            |